# Janina Hettich
Janina Hettich-Walz (16 giugno 1996) è una biatleta tedesca.

## Biografia
In Coppa del Mondo Janina Hettich ha esordito il 21 marzo 2019 a Oslo Holmenkollen in sprint (44ª) e ha ottenuto il primo podio il 25 gennaio 2020 a Pokljuka in staffetta mista (3ª); ha debuttato ai Campionati mondiali ad Anterselva 2020, dove si è classificata 65ª nella sprint. Il 16 gennaio 2021 ha conquistato la prima vittoria in Coppa del Mondo, a Oberhof in staffetta, e ai successivi Mondiali di Pokljuka 2021 ha vinto la medaglia d'argento nella medesima specialità e si è piazzata 31ª nella sprint e 34ª nell'inseguimento, mentre a quelli di Oberhof 2023 è stata 23ª nella sprint, 20ª nell'inseguimento e 42ª nell'individuale e a quelli di Nové Město na Moravě 2024 ha vinto la medaglia d'argento nell'individuale, quella di bronzo nella staffetta e si è classificata 35ª nella sprint, 25ª nell'inseguimento e 28ª nella partenza in linea. Non ha preso parte a rassegne olimpiche.

## Palmarès

### Mondiali
- 3 medaglie:
  - 2 argenti (staffetta[1] a Pokljuka 2021; individuale a Nove Mesto na Morave 2024)
  - 1 bronzo (staffetta a Nové Město na Moravě 2024)

### Coppa del Mondo
- Miglior piazzamento in classifica generale: 10ª nel 2024
- 9 podi[2] (1 individuale, 8 a squadre):
  - 1 vittoria (a squadre)
  - 3 secondi posti (1 individuale, 2 a squadre)
  - 5 terzi posti (a squadre)

#### Coppa del Mondo - vittorie
| Data            | Località | Nazione  | Specialità                                               |
| --------------- | -------- | -------- | -------------------------------------------------------- |
| 16 gennaio 2021 | Oberhof  | Germania | RL (con Vanessa Hinz, Denise Herrmann e Franziska Preuß) |

Legenda:

RL = staffetta